# سرء

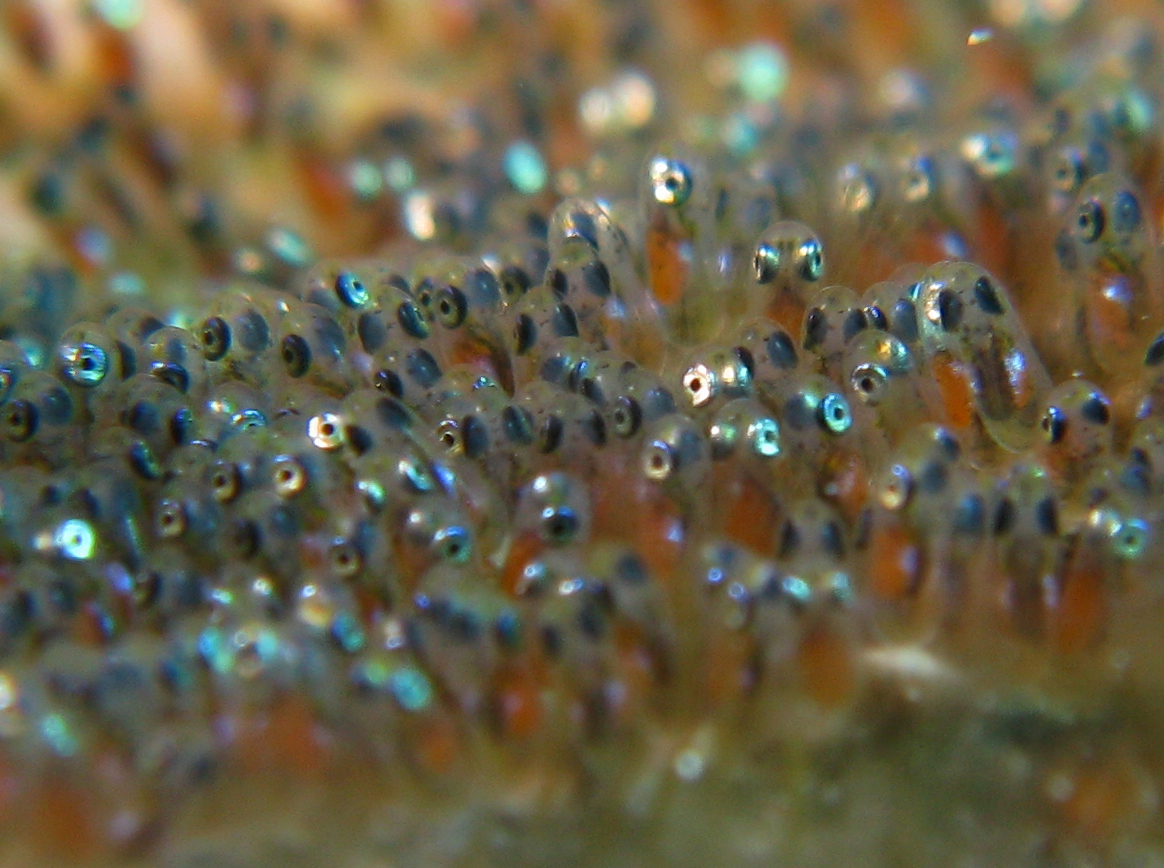
سرء (بيوض) سمكة المهرج. النقاط السود هي العيون في مرحلة التكون.

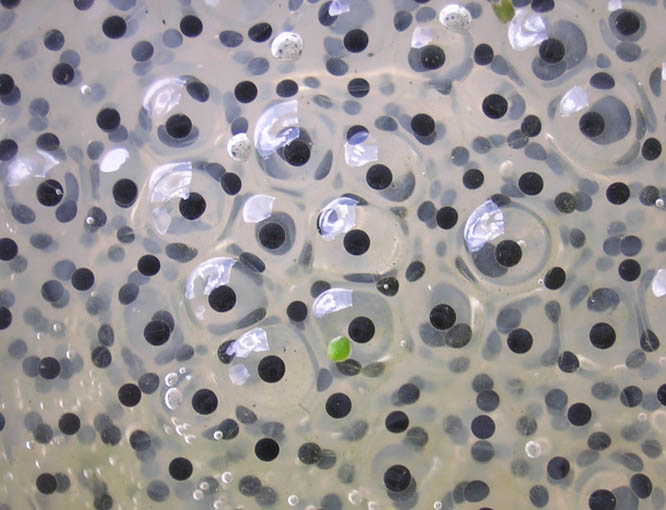
سرء الضفدع.

السرء أو السِّراة أو السَّرْوَة في اللغة هي بيض السمك أو الجراد أو نحوهما. ويقال سرأت السمكة أو الجرادة أي باضت، ويقال سرأت المرأة أي كثر أولادها.

## السرء في علم الأحياء
السرء (بالإنجليزية: Spawn)‏ هي البيوض أو النطاف التي تطرحها أو تطلقها الحيوانات المائية. أغلب الحيوانات المائية باستثناء الثدييات المائية تتكاثر بواسطة السرء.
يحتوي السرء على خلايا تكاثر (أمشاج) الحيوانات المائية والتي ستخصب وتكون الذرية. تتضمن عملية السرء إطلاق الأنثى للبويضات، عادة بكميات كبيرة، ويقوم الذكر في الوقت ذاته بإطلاق الحيامن (أو اللقح) لتلقيح البيوض.